# Portugiesische Fußballnationalmannschaft (U-17-Junioren)

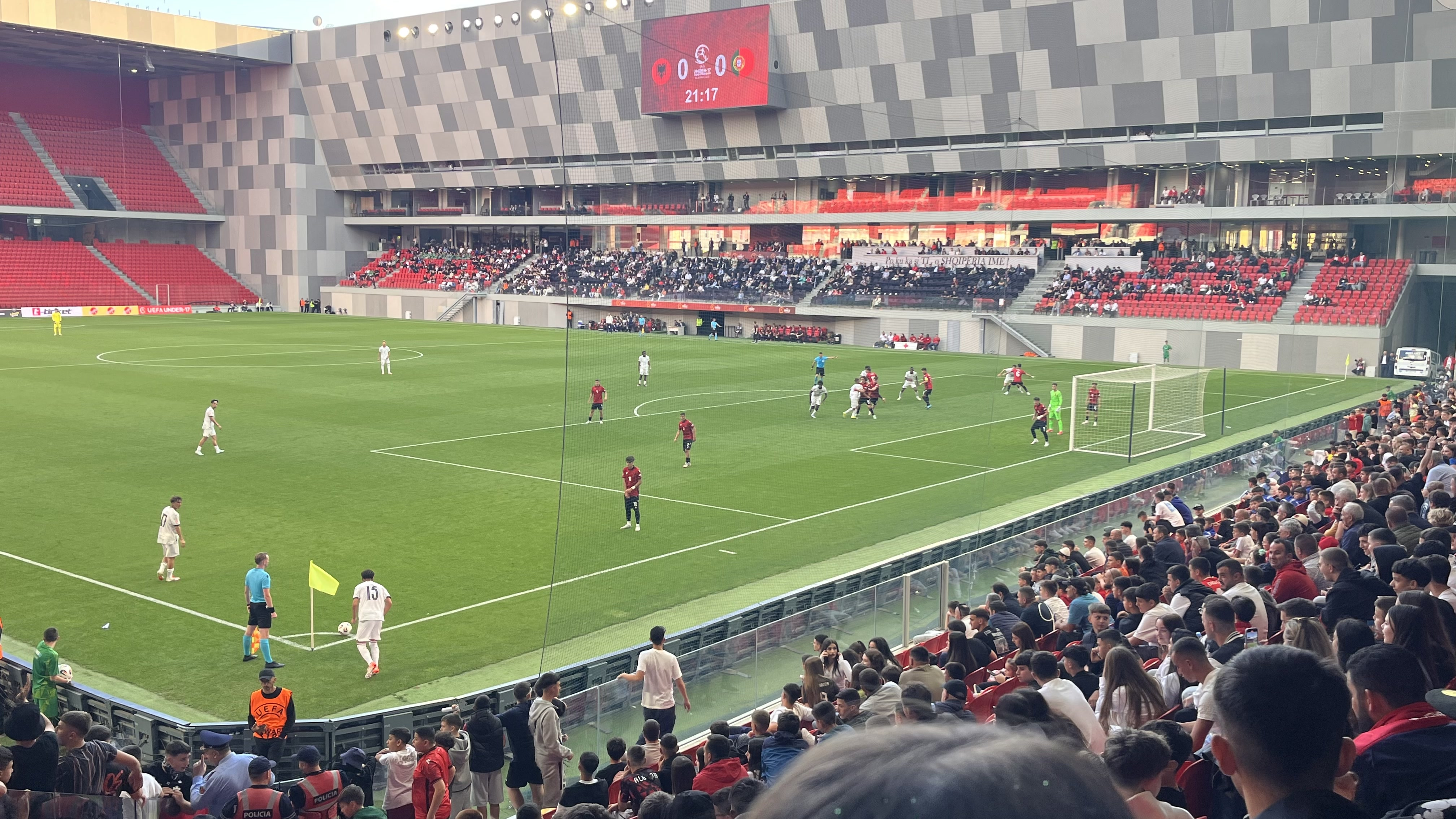
Die portugiesische Fußballnationalmannschaft beim Eröffnungsspiel der U-17-Fußball-Europameisterschaft 2025 in Tirana gegen Albanien

Die portugiesische U-17-Fußballnationalmannschaft ist eine Auswahlmannschaft portugiesischer Fußballspieler. Sie gehört zur Federação Portuguesa de Futebol und repräsentiert sie auf der U-17-Ebene, in Freundschaftsspielen gegen die Auswahlmannschaften anderer nationaler Verbände, aber auch bei den Europa- und Weltmeisterschaften. Spielberechtigt sind Spieler, die ihr 17. Lebensjahr noch nicht vollendet haben und die portugiesische Staatsangehörigkeit besitzen. Bei Turnieren ist das Alter beim ersten Qualifikationsspiel maßgeblich.

## Teilnahme bei U-17-Weltmeisterschaften
| 1991 in Italien             | nicht qualifiziert |
| 1993 in Japan               | nicht qualifiziert |
| 1995 in Kolumbien           | Viertelfinale      |
| 1997 in Ägypten             | nicht qualifiziert |
| 1999 in Neuseeland          | nicht qualifiziert |
| 2001 in Trinidad und Tobago | nicht qualifiziert |
| 2003 in Finnland            | Viertelfinale      |
| 2005 in Peru                | nicht qualifiziert |
| 2007 in Südkorea            | nicht qualifiziert |
| 2009 in Nigeria             | nicht qualifiziert |
| 2011 in Mexiko              | nicht qualifiziert |
| 2013 in den VAE             | nicht qualifiziert |
| 2015 in Chile               | nicht qualifiziert |
| 2017 in Indien              | nicht qualifiziert |
| 2019 in Brasilien           | nicht qualifiziert |
| 2019 in Indonesien          | nicht qualifiziert |

## Teilnahme bei U-17-Europameisterschaften
| 2002 in Dänemark      | Vorrunde           |
| 2003 in Portugal      | Europameister      |
| 2004 in Frankreich    | 3. Platz           |
| 2005 in Italien       | nicht qualifiziert |
| 2006 in Luxemburg     | nicht qualifiziert |
| 2007 in Belgien       | nicht qualifiziert |
| 2008 in der Türkei    | nicht qualifiziert |
| 2009 in Deutschland   | nicht qualifiziert |
| 2010 in Liechtenstein | Vorrunde           |
| 2011 in Serbien       | nicht qualifiziert |
| 2012 in Slowenien     | nicht qualifiziert |
| 2013 in der Slowakei  | nicht qualifiziert |
| 2014 in Malta         | Halbfinale         |
| 2015 in Bulgarien     | nicht qualifiziert |
| 2016 in Aserbaidschan | Europameister      |
| 2017 in Kroatien      | nicht qualifiziert |
| 2018 in England       | Vorrunde           |
| 2019 in Irland        | Viertelfinale      |
| 2022 in Israel        | Halbfinale         |
| 2023 in Ungarn        | Vorrunde           |
| 2024 in Zypern        | 2. Platz           |
| 2025 in Albanien      | Europameister      |

## Trainer
(unvollständig)
- Emílio Peixe (seit 2009)

## Rekorde

### Rekordspieler
2. Juli 2023
| # | Name             | Spiele | Tore | erstes Spiel  | letztes Spiel |
| - | ---------------- | ------ | ---- | ------------- | ------------- |
| 1 | Hélder Barbosa   | 37     | 3    | 16. Juli 2002 | 15. Mai 2004  |
| 2 | Bruno Gama       | 34     | 11   | 11. Feb. 2003 | 15. Mai 2004  |
| 3 | Rúben Neves      | 31     | 2    | 7. Juli 2012  | 18. Mai 2014  |
| 4 | Gedson Fernandes | 30     | 2    | 2. Aug. 2014  | 21. Mai 2016  |
| 5 | Sancidino Silva  | 29     | 8    | 26. Aug. 2009 | 24. März 2011 |
| 6 | José Gomes       | 28     | 19   | 19. Sep. 2014 | 21. Mai 2016  |
| 7 | Umaro Embaló     | 27     | 16   | 25. Aug. 2016 | 10. Mai 2018  |
| 8 | William Carvalho | 25     | 5    | 21. Okt. 2007 | 30. März 2009 |
| 8 | Miguel Veloso    | 25     | 3    | 16. Juli 2002 | 24. Aug. 2003 |
| 8 | Paulo Machado    | 25     | 0    | 16. Juli 2002 | 24. Aug. 2003 |

- Fett gedruckte Namen können noch in die U-17-Nationalmannschaft berufen werden bzw. sind dort noch aktiv.

### Rekordtorschützen
2. Juli 2023
| #  | Name            | Tore | Spiele | Quote | erstes Spiel  | letztes Spiel |
| -- | --------------- | ---- | ------ | ----- | ------------- | ------------- |
| 1  | José Gomes      | 19   | 28     | 0.68  | 19. Sep. 2014 | 21. Mai 2016  |
| 2  | Umaro Embaló    | 16   | 27     | 0.59  | 25. Aug. 2016 | 10. Mai 2018  |
| 3  | Pipo            | 13   | 16     | 0.81  | 29. Juli 2008 | 27. März 2009 |
| 4  | José Rodrigues  | 12   | 17     | 0.71  | 3. Sep. 2021  | 29. Mai 2022  |
| 5  | Daniel Candeias | 11   | 16     | 0.69  | 1. Sep. 2004  | 19. März 2005 |
| 6  | Bruno Matias    | 11   | 17     | 0.65  | 13. Aug. 2005 | 30. März 2006 |
| 7  | Bruno Gama      | 11   | 34     | 0.32  | 11. Feb. 2003 | 15. Mai 2004  |
| 8  | Manuel Curto    | 10   | 15     | 0.67  | 11. Feb. 2003 | 24. Aug. 2003 |
| 8  | Jota            | 10   | 15     | 0.67  | 2015          | 21. Mai 2016  |
| 10 | Vieirinha       | 10   | 24     | 0.42  | 16. Juli 2002 | 24. Aug. 2003 |

- Fett gedruckte Namen können noch in die U-17-Nationalmannschaft berufen werden bzw. sind dort noch aktiv.

## Ehemalige und bekannte Spieler
(Auswahl)
- Vítor Baía
- Nuno Capucho
- Sérgio Conceição
- Jorge Costa
- Rui Costa
- Fernando Couto
- Dimas
- Domingos
- Luís Figo
- João Moutinho
- João Pinto
- Sá Pinto
- Ricardo Quaresma
- Cristiano Ronaldo
- Carlos Secretário
- Simão
- Paulo Sousa
- Miguel Veloso
- Abel Xavier
- Bebé